# Cannondale-Drapac Pro Cycling Team 2017
Questa voce raccoglie le informazioni riguardanti la squadra ciclistica Cannondale-Drapac Pro Cycling Team nelle competizioni ufficiali della stagione 2017.

## Organico

### Staff tecnico
|  | Naz.                   | Ruolo | Sportivo           |  |  |  |
|  | ---------------------- | ----- | ------------------ |  |  |  |
|  | Stati Uniti (bandiera) | GM    | Jonathan Vaughters |  |  |  |
|  | Regno Unito (bandiera) | DS    | Charles Wegelius   |  |  |  |
|  | Spagna (bandiera)      | DS    | Juan Manuel Gárate |  |  |  |
|  | Italia (bandiera)      | DS    | Fabrizio Guidi     |  |  |  |
|  | Germania (bandiera)    | DS    | Andreas Klier      |  |  |  |
|  | Regno Unito (bandiera) | DS    | Tom Southam        |  |  |  |
|  | Belgio (bandiera)      | DS    | Ken Vanmarcke      |  |  |  |

### Rosa
|  | Naz.                     |  | Sportivo            | Anno |  |  |
|  | ------------------------ |  | ------------------- | ---- |  |  |
|  | Paesi Bassi (bandiera)   |  | Dylan van Baarle    | 1992 |  |  |
|  | Italia (bandiera)        |  | Alberto Bettiol     | 1993 |  |  |
|  | Nuova Zelanda (bandiera) |  | Patrick Bevin       | 1991 |  |  |
|  | Stati Uniti (bandiera)   |  | Nathan Brown        | 1991 |  |  |
|  | Australia (bandiera)     |  | Brendan Canty       | 1992 |  |  |
|  | Regno Unito (bandiera)   |  | Hugh Carthy         | 1994 |  |  |
|  | Australia (bandiera)     |  | Simon Clarke        | 1986 |  |  |
|  | Australia (bandiera)     |  | William Clarke      | 1985 |  |  |
|  | Stati Uniti (bandiera)   |  | Lawson Craddock     | 1992 |  |  |
|  | Stati Uniti (bandiera)   |  | Joseph Dombrowski   | 1991 |  |  |
|  | Italia (bandiera)        |  | Davide Formolo      | 1992 |  |  |
|  | Stati Uniti (bandiera)   |  | Alex Howes          | 1988 |  |  |
|  | Slovenia (bandiera)      |  | Kristijan Koren     | 1986 |  |  |
|  | Paesi Bassi (bandiera)   |  | Sebastian Langeveld | 1985 |  |  |
|  | Irlanda (bandiera)       |  | Ryan Mullen         | 1994 |  |  |
|  | Stati Uniti (bandiera)   |  | Taylor Phinney      | 1990 |  |  |
|  | Francia (bandiera)       |  | Pierre Rolland      | 1986 |  |  |
|  | Nuova Zelanda (bandiera) |  | Tom Scully          | 1990 |  |  |
|  | Lettonia (bandiera)      |  | Toms Skujiņš        | 1991 |  |  |
|  | Paesi Bassi (bandiera)   |  | Tom-Jelte Slagter   | 1989 |  |  |
|  | Stati Uniti (bandiera)   |  | Andrew Talansky     | 1988 |  |  |
|  | Colombia (bandiera)      |  | Rigoberto Urán      | 1987 |  |  |
|  | Belgio (bandiera)        |  | Tom Van Asbroeck    | 1990 |  |  |
|  | Belgio (bandiera)        |  | Sep Vanmarcke       | 1988 |  |  |
|  | Italia (bandiera)        |  | Davide Villella     | 1991 |  |  |
|  | Paesi Bassi (bandiera)   |  | Wouter Wippert      | 1990 |  |  |
|  | Canada (bandiera)        |  | Michael Woods       | 1986 |  |  |

## Palmarès

### Corse a tappe
World Tour
- Tour of California

5ª tappa (Andrew Talansky)
- Giro d'Italia

17ª tappa (Pierre Rolland)
- Tour de France

9ª tappa (Rigoberto Urán)
Continental
- Settimana Internazionale di Coppi e Bartali

2ª tappa (Toms Skujiņš)
- Route du Sud

3ª tappa (Pierre Rolland
4ª tappa (Toms Skujiņš)
- Österreich-Rundfahrt

2ª tappa (Tom-Jelte Slagter)
- Tour of Alberta

2ª tappa (Wouter Wippert)
3ª tappa (Alex Howes)
4ª tappa (Wouter Wippert)

### Corse in linea
Continental
- Colorado Classic (Alex Howes)
- Milano-Torino (Rigoberto Urán)

### Campionati nazionali
- Campionati irlandesi

In linea (Ryan Mullen)
Cronometro (Ryan Mullen)

## Classifiche UCI

### Calendario mondiale UCI
Individuale
Piazzamenti dei corridori della Cannondale-Drapac Pro Cycling Team nella classifica individuale dell'UCI World Tour 2017.
| Pos. | Ciclista           | Punti |
| ---- | ------------------ | ----- |
| 20   | Rigoberto Urán     | 1 360 |
| 39   | Sep Vanmarcke      | 917   |
| 70   | Tom-Jelte Slagter  | 589   |
| 71   | Michael Woods      | 585   |
| 82   | Dylan van Baarle   | 491   |
| 93   | Sebastian Langevel | 404   |
| 106  | Alberto Bettiol    | 312   |
| 109  | Andrew Talansky    | 301   |
| 129  | Davide Formolo     | 208   |
| 133  | Pierre Rolland     | 187   |
| 151  | Davide Villella    | 153   |
| 152  | Wouter Wippert     | 152   |
| 215  | Tom Van Asbroeck   | 75    |
| 222  | Patrick Bevin      | 73    |
| 247  | Nathan Brown       | 56    |
| 248  | Hugh Carthy        | 55    |
| 304  | Simon Clarke       | 31    |
| 309  | Brendan Canty      | 28    |
| 330  | Alex Howes         | 23    |
| 345  | Joseph Dombrowski  | 20    |
| 367  | Kristijan Koren    | 12    |
| 384  | Ryan Mullen        | 10    |
| 393  | Tom Scully         | 7     |

Squadra
La squadra Cannondale-Drapac Pro Cycling Team ha chiuso in decima posizione con 5 748 punti.